# 機械 (小説)
『機械』（きかい）は、横光利一の短編小説。新手法を駆使した実験小説で、文学的独創性を確立し注目された横光の代表的作品である。あるネームプレート製作所で働く「私」の心理を通して、そこで起った作業員同士の疑心暗鬼と諍いから重大な結末に至るまでの経過を独白する物語。段落や句読点のきわめて少ない独特のメカニックな文体で、機械のように連動する複雑な人間心理の絡み合いが精緻に描かれ、一つの抽象的な「詩的宇宙」が形成されている。一人称の「私」以外の「四人称」の「私」の視点を用いて、新しく人物を動かし進める可能の世界を実現しようと試みた実験小説である。
1930年（昭和5年）、雑誌『改造』9月号（第12巻第9号）に掲載され、翌年1931年（昭和6年）4月、白水社より単行本刊行された。文庫版は新潮文庫、岩波文庫などから刊行されている。

## あらすじ
私は、ネームプレート製作所で働いている。この製作所の主人は、40代ながら子供をそのまま大人にしたような無邪気さを持っていて、はじめ私は主人が狂人ではないかと思うほどだった。私は、九州の造船所を出て上京し下宿を探していたところ、ここの住み込みの職場を紹介された。しかし、人体や脳に影響がある危険な薬物を扱う仕事を任され、そのうち辞めようと思いつつも辛抱していた。私は、せっかくだから仕事の急所を全部覚えこんでから辞めようと思っていた。前からここで働いている軽部は、そんな私のことを間者だと勘違いしているようだった。軽部は嫌がらせをしてきたが、私は無視していた。
ある日、私は、すぐに金を落としてしまう主人に付添い地金を買いに行き、帰りに主人から赤色プレート製法の特許を売るかどうかを相談された。それから何となく私は、主人のためになるように思うことが生活の中心となった。そして、主人は、黒色を出す研究を自分と一緒にやってみないかと私を誘った。私は、主人から信用されていたことに心の底から感謝を感じ、私も軽部のように主人第一の信徒のようになった。私は、地金に様々な薬品を試練していくうち、今まで知らなかった無機物内の微妙な有機的運動の急所を読みとることができてきた。これが、いかなる小さなことにも機械のような法則が係数となって実体を計っていることに気づき出した私の唯心的な目醒めの第一歩となって来た。
しかし、私は、それまで主人以外は誰も入ることが許されなかった暗室へ自由に出入りする権利を得た。しかし、そんな私に対する軽部の憎しみが増し、私は激しい暴力を振るわれた。私は、軽部を暗室へ連れていって、化学方程式を細かく書いたノートを示し、これらの仕事が化学方程式を読めない軽部に無理なことを納得させた。軽部は、私に逆らわなくなった。
ある市役所からの注文で、ネームプレート5万枚を10日で作ることとなり、主人の友人の製作所から応援の職人・屋敷がやって来た。屋敷の鋭い目つきに、私は屋敷がここの製作所の秘密を盗みに来た廻し者ではないかと思った。その一方で、屋敷と言葉を交わすうちに親しみも感じた。作業5日目頃の夜中、ふと目を覚ました私は、暗室から出てゆく屋敷を見た。しかし、それが私には夢だったのかもしれないとも思うのだった。私は、疑いの目で屋敷と目を合わせ、方程式を盗んだのかと目で問うてみたりした。
あるとき、私は、屋敷に自分が軽部に間者だと思われて危険な目に会ったことを打ち明けることで探りを入れてみた。屋敷は、私に疑われていることを知っていて笑っていた。私は、屋敷といろいろ話すうちに、屋敷の優秀さに魅せられ、自分が馬鹿にされているような気もした。
仕事も終わりかけていたある日、軽部が屋敷に暴力を振るい、ねじ伏せていた。私は、しばらくユダのような好奇心でにやにやと屋敷を眺めた後、軽部に止めるように言った。軽部は、屋敷が暗室へ入ったのを見て怒り、屋敷は弁解していた。軽部は、私も屋敷と共謀していると言い出して殴りかかってきた。屋敷は、その隙に軽部を殴り反撃に出たが、再び強い軽部にねじ伏せられた。背後にいる私を警戒した軽部が、今度は私に向かい出した。私は、一人では負けるので、屋敷が起き上がるまで、軽部にされるがままにさせていたが、起き上がった屋敷は、軽部を殴らずに私に殴りかかってきた。私は、何もしていないのに、2人に殴られるという理不尽な目にあったが、そのうちみんな疲れ果てて収束した。
屋敷は、ああしなければ収まらなかったからだ、許してくれと私に謝った。私は、屋敷の智謀を皮肉り、暗室の方もうまくいったのだろうと言った。屋敷は、君までそんなことを言うようでは軽部が私を殴るのも当然だと笑った。私は、なるほどと思い、それならば屋敷が私を殴ったのも私と軽部が共謀したからだと思われ出して、いったい本当はどちらがどんな風に私を思っているのかますます私にはわからなくなり出した。私ひとりにとって明瞭なこともどこまでが現実として明瞭なことなのか、どこでどうして計ることができるのであろう。それにもかかわらず、私たちに間には一切が明瞭に分っているかのごとき見えざる機械が絶えず私たちを計っていて、その計ったままにまた私たちを推し進めてくれているのである。そうして、私たちは、お互い疑り合いながらも仕事を仕上げた。
翌日、主人が私たちの仕上げた製品の代金を帰り道ですべて落とし紛失してしまった。私たちは、疲れが一気に出て動けないほどだった。軽部が酒を飲もうと言い出して、その夜3人は仕事場で車座になって酒を飲んだ。目が覚めると屋敷が死んでいた。重クロム酸アンモニアの溶液を水と間違えて土瓶の口から飲んだのだった。疑われたのは軽部だった。しかし、全く私が屋敷を殺さなかったとどうして断言できよう。私はもう私が分からなくなって来た。私はただ近づいて来る機械の鋭い先尖がじりじり私を狙っているのを感じるだけだ。誰かもう私に代って私を裁いてくれ。私が何をして来たかそんなことを私に聞いたって私の知っていよう筈がないのだから。

## 作品評価・研究
『機械』は、発表当時その画期的な技法で注目され、高い評価を受けた横光の代表作である。その複雑で精緻な心理描写は、ジョイスやプルースト、シェストフ、谷崎潤一郎などの作品からの刺激もみられる。小林秀雄は『機械』を、第二の『日輪』と位置づけ、「世人の語彙にはない言葉で書かれた倫理書だ」とし、「この作品の手法は新しい。それは全然新しいのだ。類例などは日本にも外国にもありはしない。といふ意味は、其処に立つてゐるのは正しく横光利一だといふ事だ。抜き差しならぬ横光利一が立つてゐる」と激賞した。
川端康成も、『機械』を『時間』と共に、「横光の作風が心理的になった初めの名作であり、問題作」だとし、「心理の横糸、図式、あるひは交響、波動は、人によつていろいろ解釈されるだらうが、その根底の横光の仏心を私は感じる」と評している。そして「文字がぎつしりつまつてゐる」読点のない文章については、「作者がかういふ形式を選んだのは、人間共を息苦しく結晶させるためだつたのだらう。工場全体を一つの生きものとして取り扱ふためだつたのであらう」と考察しながら以下のように高評価し、また「作品が純粋な結晶のやうに隙がなく、人間が作中で運命のやうに生きて行く」といった小説としての純粋さが、ジャン・コクトーの『恐るべき子供たち』と似通っているとしている。
また『機械』は海外でも注目され、サルトルは実存的な不安を文学化する方法として『機械』を賞賛し、それは「もはや自分で自分が分らなくなった知識人」を描いており、最後の他人の死が自分の罪なのか他の男のせいなのか、自分が誰なのかも分らなくなる状況となり、不安の中にとどまるとし、「これは“廻転装置（トウルニケ）”として、まったくよくできていて、見事なものでした」と評している。
小林秀雄とは違った側面から『機械』を見る伊藤整は、人間関係や社会条件の組み合わせの中で生きている現代人の実体を描写する方法は弁証法的であるとし、それは、「ひとつの存在、それに対立して現れる別の存在、その二つの間に生まれる力の関係のバランス、さらに別な存在や事件が加わることで、バランスの実体が変わっていく。すなわち人格を中心とする永続的実在の否定である」ようなものであり、その点で『機械』で使われている描写法も、「心理主義的であるよりも弁証法的であり、または心理主義であることにおいて弁証法的である」と考察している。そしてこういった「人間関係の実在は道徳と人格を押しつぶす」という考え方は、極めてニヒリスティックであるとし、この認識は当時の日本社会の人間実体に肉薄したものだったと述べ、「なんらかの新しい道徳を設定しない限りこの認識の不安は耐えがたいものなのである」と現代人の相対的不安定性について指摘している。
篠田一士は『機械』について、横光の「文学的独創性を確立」したという意味で、現在でもこの作品なくして横光の文学を語れないほどの「重要、かつ本質的な作品である」と評し、一見20世紀ヨーロッパ文学の新たな合理精神から生まれた「現代小説の器」を取り入れていながらも、そこに横光は、「四人称の設定」という「柔軟な美学的基軸」で全体を統合し、私小説を支えている「感覚的な倫理感」を密かに苦心して生かそうとしていたと解説している。
「人工的なスタイル（文体）の作家」として、泉鏡花、芥川龍之介、川端康成と共に横光利一の名を挙げる三島由紀夫は、どちらかといえば、川端が鏡花同様、その「人工的な天性をそのまま人工的文体」に生かしているのに比し、横光は芥川同様、「人工的な天性から逆の自然的なスタイルを生み出そうとして苦悶した」作家だと系列的に位置づけ、『機械』の文体については、「故意に句読点と段落を極度に節約し、文脈には飜訳調を故意にとり入れてゐる。すべてが、この小説の主題の展開にふさはしいやうに作り上げられた文章である」と述べ、その終結部も、「機械の鋭い先尖がぢりぢり」読者を狙って来るように感じられると表現している。
そして三島は、日本人が日本語の文章を書く際の通例として、「日本語の一語一語が持つてゐる伝統的ニュアンスといふもの」に多く依存しているという特性に言及しながら、横光が試みた実験は「日本語から歴史や伝統を悉く捨象して、意味だけを純粋につたへるところのいはば無機質の文章を書くこと」だったとし、日本の明治期の哲学者が、ドイツの観念論用語を翻訳し、漢語で新しい「抽象的な日本文」を作ったものの、それが経年すると、「苔が生えるやうに、日本語としての複雑なニュアンスを帯びてくる」不思議さに触れつつ、以下のように解説している。
また『機械』と違う形で成功した『寝園』の文章と比較しながら、『寝園』の文章は一見『機械』より「リアリスティックな感じ」であるが、それは「全く歴史性をもたぬ」文章や登場人物の風俗生活に由来し、「抽象への情熱」は、「装飾的な心理分析へ陥る危険を示してゐる」と前置きし、以下のように評している。

## おもな刊行本
- 『機械』（白水社、1931年4月10日）
  - 装幀：佐野繁次郎
  - 収録作品：「機械」「時間」「鞭」「鳥」「高架線」「目に見えた風」「父母の真似」「悪魔」
- 『機械』（創元社、1935年）
  - 装幀：佐野繁次郎
  - 収録作品：「機械」「鳥」「歴史」「榛名」、他5編
- 文庫版『機械・春は馬車に乗って』（新潮文庫、1969年8月。改版2003年）
  - カバー装画：ゴトウヒロシ
  - 付録・解説：篠田一士。注解：日置俊次
  - 収録作品：「御身」「ナポレオンと田虫」「春は馬車に乗って」「時間」「機械」「比叡」「厨房日記」「睡蓮」「罌粟の中」「微笑」
- 文庫版『日輪・春は馬車に乗って 他八篇』（岩波文庫、1981年8月16日）
  - 解説：川端康成。保昌正夫「作品に即して」
  - 収録作品：「日輪」「春は馬車に乗って」「火」「笑われた子」「蠅」「御身」「花園の思想」「赤い着物」「ナポレオンと田虫」「機械」
- 文庫版『愛の挨拶・馬車・純粋小説論』（講談社文芸文庫、1993年5月10日）
  - カバーデザイン：菊地信義
  - 解説：高橋英夫「表わしえぬ領域への接近」。十重田裕一「作家案内―横光利一」。保昌正夫「著書目録―横光利一」
  - 収録作品：「マルクスの審判」「頭ならびに腹」「街の底」「幸福を計る機械」「愛の挨拶」「鳥」「機械」「馬車」「書翰」「新感覚論」「純粋小説論」

## おもなテレビ放送
- 『乃木坂浪漫』（テレビ東京） 2012年（平成24年）6月7日 
  - 出演：大和里菜（朗読）